# Reichenbach/O.L.
Reichenbach/O.L. är en stad {Kleinstadt} i Landkreis Görlitz i förbundslandet Sachsen i Tyskland i det historiska landskapet Oberlausitz. Staden har cirka 4 800 invånare.
Staden ingår i förvaltningsområdet Reichenbach/O.L. tillsammans med kommunerna Königshain och Vierkirchen.